# Robert Morris (financiero)
Robert Morris, Jr. (pronunciado [ˈmɒrɨs]) (20 de enero de 1734 – 8 de mayo de 1806) fue un comerciante estadounidense, y firmante de la Declaración de Independencia de los Estados Unidos, los Artículos de la Confederación, y la Constitución de los Estados Unidos. Fue elegido miembro de la Asamblea de Pensilvania y se convirtió en miembro del Segundo Congreso Continental, donde se desempeñó como Presidente del Comité Secreto y como miembro del Comité de Correspondencia. Posteriormente Morris fue conocido como "El financiero de la Revolución" por su papel en la financiación del bando estadounidense en la Guerra de Independencia de los Estados Unidos. De 1781 a 1784, ocupó el cargo de Superintendente de Finanzas, a cargo de la gestión de la economía de la naciente Estados Unidos. Al mismo tiempo era agente de la Marina, cargo que tomó sin goce de haber, y desde el cual controlaba a la Armada Continental. Fue uno de los dos primeros senadores por Pensilvania en el Congreso de los Estados Unidos, ocupando ese rol desde 1789 hasta 1795.
Como Superintendente de Finanzas y Presidente del Comité Secreto de Correspondencia de Asuntos Exteriores del Gobierno de los Estados Unidos, Robert Morris entre 1782 y 1785, mantuvo correspondencia con Luis de Unzaga y Amézaga, ayuda clave para la gesta de los Estados Unidos.

## Primeros años
Morris nació a Robert Morris, Sr. y Murphet Elizebeth en Liverpool, Inglaterra, el 20 de enero de 1734. A la edad de 13 Morris se trasladó a Oxford, Maryland, donde vivió con su padre, Robert Morris, un factor de tabaco. Cuanto más joven Morris se proporcionó un tutor, pero él aprendió rápidamente todo lo que el maestro tenía que impartir. Su padre le arregló para ir a Filadelfia, donde se alojó con Charles Greenway, un amigo de la familia, que arregló para el joven Robert para convertirse en un aprendiz en el envío y la firma bancaria de comerciante de Filadelfia (luego alcalde) Charles Willing. Un año después, el padre de Robert murió como resultado de haber sido herido por el guata de la pistola de un barco que fue despedida en su honor.
Después de la muerte Willing en 1752, los 18 años de edad, Morris se convirtió en el socio del hijo de Carlos, Thomas Willing. Ellos establecieron la firma de banca de envío prominentes de Willing & Morris 1 de mayo de 1757. La asociación de la voluntad, Morris & Company duró hasta 1779, y colaboró a menudo a partir de entonces. Finalmente se enviaron barcos a la India, China, y el Levante, y el negocio de la empresa de importación, exportación, y la agencia general convertido en una de las más prósperas de Pensilvania. Como resultado Morris se convirtió en tanto ricos e influyentes en Filadelfia. Aun así, la riqueza de Morris fue sobre todo en sus acciones en el comercio, y el valor de sus propiedades era pequeño en comparación con los titulares de las plantaciones del sur que era dueño de miles de acres de tierra y miles de esclavos, o incluso cuando se compara con la media de la clase media inglés que vive en Londres.

## La información personal
El 2 de marzo de 1769, a los 35 años de edad, se casó con Mary White de 20 años de edad. White provenía de una prominente familia en Maryland, su hermano era el famoso obispo William White. Juntos tuvieron cinco hijos y dos hijas.
Morris adorado en Filadelfia en  San Pedro en la calle Pine y  Iglesia de Cristo en la calle 2, los cuales estaban en manos de su cuñado,  Rev. William White. Morris sigue siendo un adorador constante en esta Iglesia Anglicana para toda su vida. Debido a la ubicación y la reputación de la iglesia de San Pedro, en Filadelfia, sirvió como lugar de culto para un número de los miembros del Congreso Continental, a veces incluyendo a George Washington.

## Carrera pública

### Morris y la esclavitud

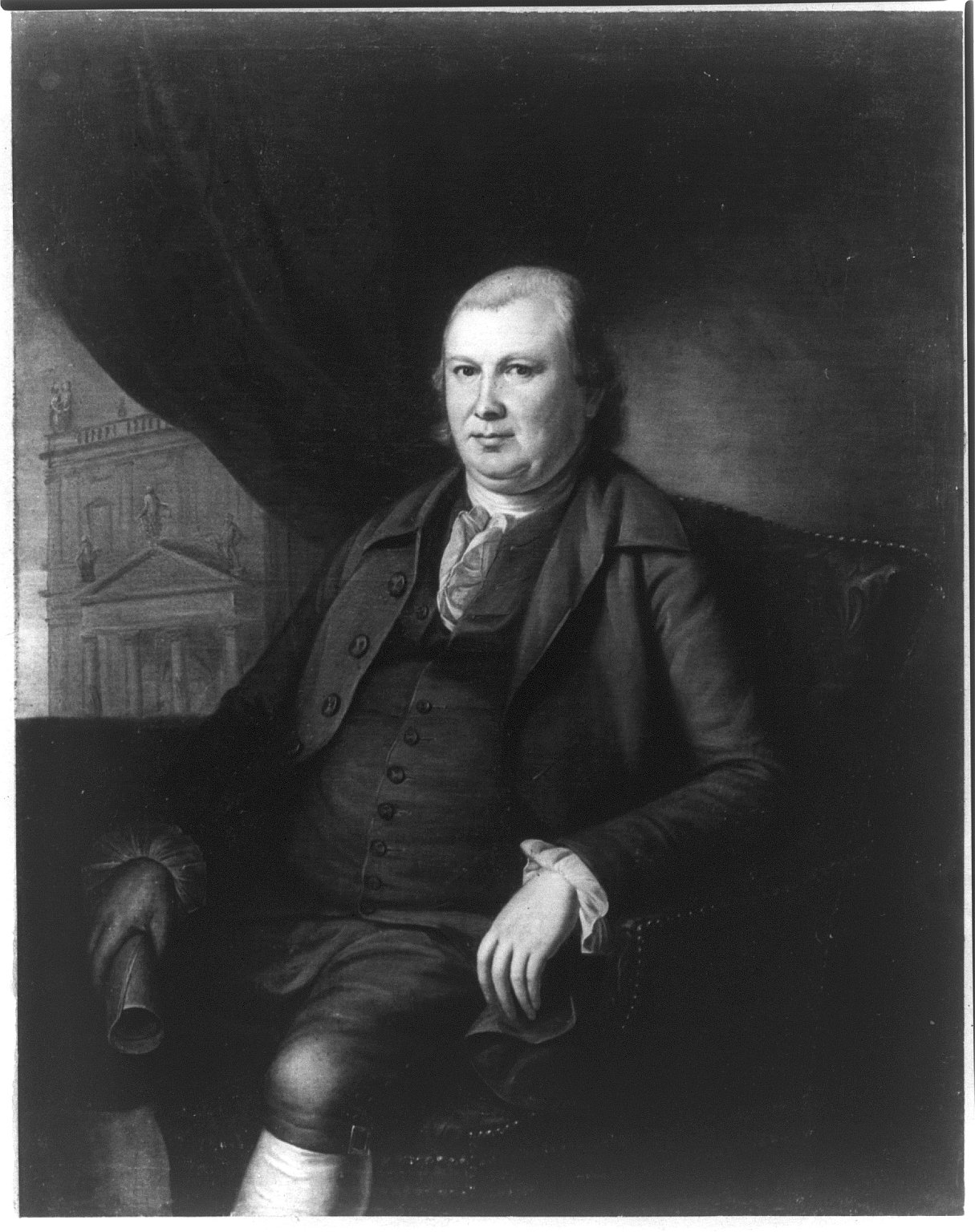
Portrait of Robert Morris by Charles Willson Peale

Filadelfia era un remanso en la trata de esclavos. En 1712, Pensilvania impuso un arancel elevado sobre la importación de esclavos en el Estado, que alienta el uso de sirvientes blancos, por lo general sirven 3 - a los contratos de 5 años. (Alrededor del 20 esclavos por año se importaron en Filadelfia en la década de 1740.) Durante la Guerra de los siete años (1756-63), la oferta habitual de los nuevos funcionarios contratados no estaba disponible debido a los posibles inmigrantes fueron reclutados para combatir en Europa. Los contratos para los que ya estaban en Estados Unidos que expira, y sirvientes contratados legalmente podría romper su contrato para unirse a las fuerzas británicas contra los franceses y sus aliados indios. Al mismo tiempo, la Corona Británica, desea fomentar el comercio de esclavos y enriquecer los amigos del Rey. Con el aumento de precio del trabajo, la voluntad, Morris & Company importó 10 esclavos. Mientras que Morris era un socio menor y Dispuesto estaba persiguiendo una carrera política, la empresa quiere, Morris & Co. firmaron una petición en favor de la derogación de los aranceles de Pensilvania. (Alrededor de 500 esclavos fueron importados en Filadelfia en 1762, la altura del comercio, la mayoría de los cuales fueron traídos por residentes de Rhode Island los señores D'Wolf, Aarón López, y Jacob Rivera.)
Dispuesto, Morris & Co financió su propio viaje de comercio de esclavos. Ellos no llevaban suficiente como para ser rentables, y después de un segundo viaje, su barco fue capturado por corsarios franceses. Más tarde, ellos manejan siete subastas de esclavos a los demás importadores, ofreciendo un total de veintitrés esclavos. En un pasaje ejemplo, la publicidad gratis de ida y vuelta desde Filadelfia a Wilmington, Delaware para los asistentes a la venta. En su última oferta la agencia (de un total de ocho), que anuncian setenta que fueron traídos de África en el buque Marqués de Granby, pero los registros indican que los esclavos no se vendieron en Filadelfia, y en su lugar el propietario del buque y tomó a todos los esclavos en Jamaica.
Ambos socios apoyó los acuerdos de no importación, que marcó el final de todo el comercio con Gran Bretaña, incluyendo la importación de esclavos británico. También se convirtieron en defensores del libre comercio que pondría fin a la clase de restricciones comerciales que dieron origen a la empresa. Conforme pasó el tiempo, Morris trató de impuestos el comercio de esclavos domésticos y establecer un impuesto a los esclavos a cargo del propietario. Sus esfuerzos no fueron apreciados por los sureños, que procedió entonces a luchar contra todas sus medidas. Si bien la mayoría de la fortuna de Morris no vino de la trata de esclavos o de mano de obra esclava, que hizo propia una o dos esclavos que trabajaban como sirvientes domésticos. También invirtió en una plantación llamada "Orange Grove" a lo largo del Mississippi para ser trabajadas por 100 esclavos. Esta inversión pasiva fue abandonada mucho antes de que se terminó porque los españoles confiscaron la propiedad cuando se apoderaron de Nueva Orleans durante la Revolución, y todos los inversores sufrido una pérdida. Pensilvania comenzó una supresión gradual de la esclavitud en 1780. Las listas del Censo de 1790 4 personas libres no blancos en su casa, pero no esclavos.

### Conflicto con Gran Bretaña
El  Stamp Act de 1765-1766 fue un impuesto sobre todos los documentos legales, pero los abogados no actuaron para oponerse a él. Sin embargo los comerciantes se unieron para poner fin a lo que veían como un impuesto inconstitucional. Morris comenzó su carrera pública en 1765 formando parte de un comité local de los comerciantes organizados para protestar contra la Ley del Timbre. Él medió entre una reunión masiva de manifestantes y el colector de Impuesto de Sellos, cuya casa amenazaron con tirar hacia abajo "ladrillo por ladrillo" a menos que el colector no se comprometió a ejecutar su trabajo. Morris se mantuvo leal a Gran Bretaña, pero creía que las nuevas leyes constituía impuestos sin representación y ha violado los derechos de los colonos como ciudadanos británicos. Al final, el impuesto de timbre se levantó.
Morris fue elegido para el Consejo de Seguridad de Pensilvania (1775-1776), la  Comité de Correspondencia, el  Asamblea Provincial (1775-1776), y el de Pensilvania  legislador (1776-1778).
Morris también fue elegido para representar a Pensilvania en el Segundo Congreso Continental 1775 a 1778.
En 1775 el Congreso Continental contratada con la compañía de Morris para importar armas y municiones.
Morris fue Presidente del Comité Secreto, donde ideó un sistema para el contrabando de material de guerra de Francia un año antes de la independencia fue declarada.
Trabajó con John Adams en el comité que escribió el Tratado modelo. El Tratado modelo incorporó su creencia desde hace mucho tiempo en el Tratado de Libre Comercio. Era una extensión de su sistema comercial, y actuó como la base para el Tratado con Francia.
Sirvió en la Marina y de los Comités Marítima y vendió su mejor barco, el Príncipe Negro, para el Congreso Continental. Se convirtió enUSS Alfred (1774 ), el primer buque de la Armada Continental.  John Barry, un capitán que zarpó para su empresa, se convirtió en el capitán de la Alfred.
Morris utilizó su amplia red comercial internacional como una red de espionaje y reunió información de inteligencia sobre movimientos de tropas británicas. Uno de sus espías enviaron la información que permitió a los estadounidenses para defender Fort Moultrie cerca de Charleston, Carolina del Sur.
El 1 de julio de 1776, Morris votado en contra de la propuesta del Congreso por la independencia, haciendo que la delegación de Pensilvania, la cual fue dividida 4-3, a emitir su voto en sentido negativo. Al día siguiente, Morris y John Dickinson acordado abstenerse, lo que permite Pensilvania a votar por la independencia. La votación final fue por lo tanto 12 estados de los Estados a favor y ninguna en contra. (Delegados de Nueva York fueron prohibidos por sus electores a emitir su voto.) El 2 de agosto Morris firmó la Declaración de Independencia diciendo "Yo no soy uno de esos políticos que se ejecutan irritable cuando mis planes no se aprueban. Creo que es deber de un buen ciudadano a seguir cuando no puede conducir. "

### Durante la Guerra

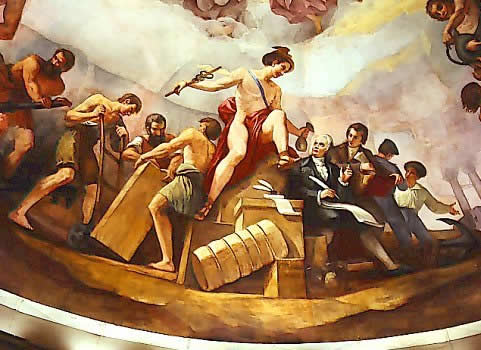
Una escena de La Apoteosis de Washington muestra Morris recibir una bolsa de oro de Mercurio, en conmemoración de sus servicios financieros durante la Guerra de Independencia

Durante la Guerra de independencia, en diciembre de 1776, Morris se quedó en Filadelfia cuando el resto del Congreso fue a Baltimore. Él prestó $ 10.000 a pagar a las tropas de Washington. Esto ayudó a mantener al Ejército en conjunto justo antes de las batallas de Trenton y Princeton. Posteriormente, con cargo a sus propios fondos a las tropas a través de Morris señala que continúe la capacidad de Washington para hacer la guerra.
En marzo de 1778 el Sr. Morris fue elegido para firmar los Artículos de la Confederación como representante de Pensilvania.
la riqueza de Morris aumentó gracias a corsarios que se apoderó de la carga de los buques Inglés durante la guerra. Morris poseía un interés en muchos buques corsarios, y también ayudó a vender el botín de inglés como llegaron a puerto. Si bien fue visto como beneficiarse de esta actividad generosamente le escribió a un amigo que perdió más de 150 buques durante la guerra y así salió "más o menos nivelados". De hecho, él había perdido una de las mayores flotas privadas en el mundo durante la Guerra Revolucionaria, pero él nunca pidió el reembolso. Cabe señalar que Morris adquirió esta marina privada grande en el transcurso del corso durante la guerra. Él utilizó el dinero logrado de que la búsqueda de comprar acciones en una variedad de barcos que libró una guerra económica contra Gran Bretaña. Durante este período actuó como un agente comercial de John Holker, un ciudadano francés que fue uno de los muchos contratistas militares que se ocupan de las fuerzas francesas y estadounidenses.
Inmediatamente después de servir en el Congreso Morris desempeñó por dos períodos más en la legislatura estatal, desde 1778 hasta 1781. Mientras estuvo en la Asamblea de Pensilvania Morris trabajó para restaurar los controles y equilibrios para la constitución del estado, y para anular las leyes de exámenes religiosos, restaurando así los derechos de voto al 40% de los ciudadanos, incluidos los Cuáqueros, Judíos, y menonitas. Durante este tiempo Thomas Paine, Henry Laurens, y otros criticaron a él ya su empresa para la guerra presunta especulación. Un comité del Congreso absuelto Morris y su empresa bajo la acusación de participar de forma abusiva las transacciones financieras en 1779, pero su reputación fue dañada después de este incidente.
El 4 de octubre de 1779, una turba enfurecida, que apoyaron la "constitucionalistas" de las facciones en oposición a Morris y sus aliados, intentó perseguir a James Wilson desde su hogar en Filadelfia. Según algunas fuentes Morris estaba en la casa de Wilson en el momento. La multitud estaba en el proceso de apuntar un cañón en la casa de Wilson cuando la  Primera Ciudad Tropa vino a su rescate. Cinco hombres fueron asesinados en la batalla de "Fort Wilson." Este evento se asocia a menudo con quejas acerca de Morris supone "negocio de la guerra, pero era parte de una política a largo plazo de los constitucionalistas en Pensilvania para ejecutar sus opuestos políticos del estado, y tomar su propiedad. James Wilson llegó a argumentar en contra de la esclavitud, la defensa Haym Salomón contra el fraude, firmar la Constitución y convertirse en juez del Tribunal Supremo.
Morris y sus aliados suministran la mayoría de los materiales de guerra a las tropas cuando el Estado no actuó. Pensilvania fue a la bancarrota en 1780 debido a las políticas constitucionalistas que ordenaba los mercados controlados por el Estado y los embargos de impuesto a sí mismo. En definitiva, el Estado pidió a Morris para restaurar la economía. Lo hizo mediante la apertura de los puertos al comercio, y permitir que el mercado para establecer el valor de las mercancías y la moneda.

### Superintendente de Finanzas de los Estados Unidos
En 1781 los EE.UU. estaba en crisis. Los británicos controlaban la línea de costa desde el mar, dos ciudades principales, y la frontera occidental. El tesoro estaba en deuda por $ 25 millones y el crédito público  crédito se había derrumbado. Con el fracaso de sus propias políticas mirando a la cara el Congreso cambió desde el Comité de Sistemas de ellos habían usado durante años y creó las primeras oficinas ejecutivas de la historia americana. Morris celebró dos de ellas, Hacienda y Marina. Sus detractores le preocupaba era ganar "poderes dictatoriales". En una votación unánime, el Congreso designó a Morris Superintendente de Finanzas de los Estados Unidos 1781 a 1784. En defenderse de los posibles críticos Morris insistió en el Congreso que le permitiera continuar sus esfuerzos privados mientras servía en una oficina pública relacionados. Él no estaba presente en el sector privado durante este plazo, pero sigue siendo un socio silencioso en varias empresas.
Tres días después de convertirse en Superintendente de Finanzas Morris propuso la creación de un banco nacional. Esto condujo a la creación de la primera institución financiera fletado por los Estados Unidos, el Banco de América del Norte, en 1782. El banco fue financiado en parte por un préstamo significativo Morris había obtenido de Francia en 1781. La función inicial del banco era para financiar la guerra contra Gran Bretaña.
Como Superintendente de Finanzas Morris instituido varias reformas, incluyendo la reducción de la lista civil, de manera significativa reducción del gasto público mediante licitación pública de los contratos, el endurecimiento de los procedimientos contables y exigiendo una participación plena del gobierno federal de apoyo (dinero y suministros) de los Estados.
Morris se abastecían para el ejército de Nathanael Greene en 1779, y 1,781 a 1,783.
Tomó un papel activo en conseguir Washington desde Nueva York a Yorktown Virginia. Fue en el campamento de Washington el día en que se inició la acción. Se desempeñó como intendente para el viaje y suministrado más de 1.400.000 dólares en su propio crédito para mover el Ejército. También fue agente de la Marina y en coordinación con la Armada francesa para obtener Ejército de Washington de la batalla de Yorktown (1781). Después de Yorktown Morris señaló que la guerra había cambiado de una guerra de balas a una guerra de las finanzas.
A veces se sacaron préstamos de amigos y arriesgó su crédito personal mediante la emisión de notas sobre su propia firma para comprar artículos tales como suministros militares, por ejemplo, en 1783 Morris publicó 1.400.000 dólares en sus propias notas a pagar a los soldados. Lo hizo durante el mismo año en que Nueva Hampshire solo contribuyó $ 3000 el valor de la carne hacia el esfuerzo bélico, y todos los estados combinados contribuyeron con menos de 800.000 dólares. Este amplio uso de su crédito personal tensas su propia fortuna. Morris afirmó más tarde que a pesar de que perdió más de 1.500 buques durante la guerra, salió de él "más o menos nivelados".
Durante su mandato como Superintendente, Morris fue asistido por su amigo y ayudante de Gouverneur Morris (sin parentesco). Propuso un sistema económico nacional en un documento denominado "El Crédito Público". Este actuó como base para el plan de Hamilton del mismo nombre presentada mucho más tarde. El Morris también propuso que la moneda estadounidense un moneda decimal, una idea de que era único en ese momento.
El 15 de enero de 1782 Morris elaboró una propuesta que luego presentó a la Congreso Continental para recomendar la creación de un nacional  Casa de Moneda y decimal moneda edad. Sin embargo, la Casa de Moneda de los Estados Unidos no se estableció hasta 1792, después de otras propuestas de los  Hamilton.

### Posteriormente carrera política

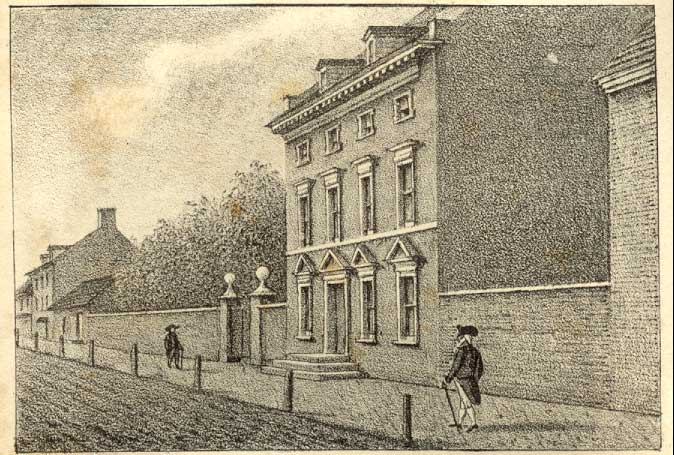
Casa Presidencial, Filadelfia. La mansión Morris en Filadelfia sirvió como la casa presidencial de George Washington y John Adams, 1790-1800. Él lo vendió en 1795, utilizando el dinero para financiar la mansión de L'Enfant.

Morris fue elegido miembro de la  Convención Constitucional en 1787. Consiguió Gouverneur Morris en la delegación de Pensilvania. Aunque Robert Morris dijo la pequeña en la Convención, su antiguo asistente, Gouverneur, y su abogado, James Wilson, fueron dos de los tres hombres más habladores allí. Tanto la esclavitud se opuso durante la Convención. Gouverneur Morris ha hecho el proyecto de pulido de la Constitución. Si bien es ampliamente conocido en el momento en que Morris estuvo activo entre bastidores, su único papel significativo de registro durante la Convención fue nombrar a su amigo George Washington como su Presidente.
Washington quería nombrar a Morris Secretario de la Hacienda en 1789, pero declinó Morris (sugiriendo en su lugar Alexander Hamilton, quien era partidario de su política). Sirvió como  Senador de Estados Unidos 1789 a 1795. Morris estaba en 41 comités del Senado y se transmitirá para muchos de ellos. Se centró en el uso de su posición en la Asamblea Legislativa para apoyar el programa económico federal, que incluye mejoras internas como canales y faros para facilitar el comercio. Como senador, apoyó en general el [[Partido Federalista (Estados Unidos)|Federalista] Parte] y respaldado las propuestas económicas de Hamilton. propuestas de Hamilton eran, en realidad, una reanudación del informe de Morris "El Crédito Público", presentado unos 10 años antes.
Como senador de Pensilvania, Morris se acredita con ayudar a que el Gobierno Federal a Filadelfia durante 10 años como el de Washington D.C. estaba en construcción. Durante este período se mudó de su casa, y ha permitido que sea utilizado por Washington como  su residencia. Más tarde esa casa fue utilizada por Adams, mientras fue presidente.

## Últimos años

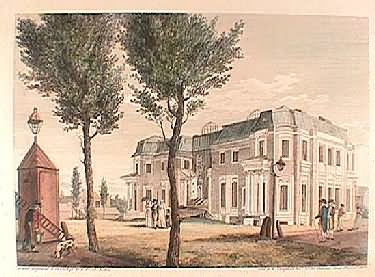
Morris's folly on Walnut St. between 7th and 8th Sts in 1800. Engraving by William Birch.

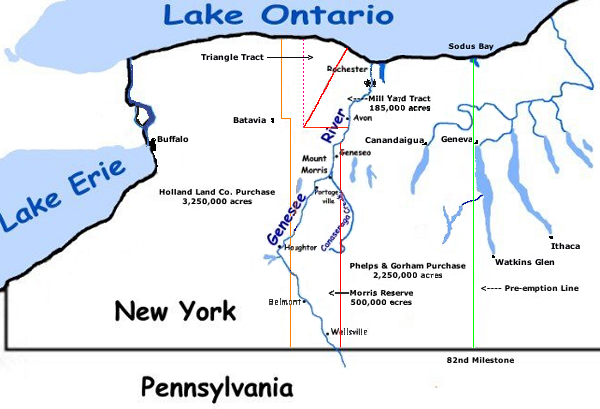
Map of showing Phelps & Gorham's Purchase, The Holland Purchase, and the Morris Reserve.

Morris fundó varias compañías del canal, una compañía de máquinas de vapor, y lanzó un globo de aire caliente de su jardín en Market Street. Tenía el primer hierro de trenes de laminación en Estados Unidos. Su casa de hielo fue el modelo para una instalación de Washington en Mount Vernon. Apoyó el nuevo Teatro de la calle Chestnut, empezó la Sociedad Hortícola y tenía una casa verde con árboles de limón en ella.
El 12 de marzo de 1791 se contrató a Massachusetts para comprar lo que hoy es prácticamente la totalidad de oeste de Nueva York (sic, este) del río Genesee para $ 333,333.33. La tierra, que había sido una parte sustancial de la Phelps and Gorham Purchase, fue transmitida a Morris en cinco actos el 11 de mayo de 1791.
Su hijo  Thomas estableció la paz con el Seis Naciones, que se habían aliado con los británicos durante la Revolución. A continuación, Morris vendió la mayor parte de la vasta extensión de la Holanda Land Company en 1792-1793.
En 1794 comenzó la construcción de una mansión en Chestnut Street en Filadelfia diseñado por Pierre Charles L'Enfant. La mansión inconclusa que se conoce como "locura de Morris, y la tierra eventualmente se convirtió en la filaSansom Street. Mármoles de esta casa fue adquirida por Latrobe y adornar edificios y monumentos de Rhode Island a Charlestown, Carolina del Sur.
Morris fue más tarde muy involucrado en las especulaciones de la tierra sin éxito, la inversión en el área de Washington  Distrito de Columbia, y la compra de más de 6.000.000 de hectáreas (24.000 km ²) en el sur rural. Un préstamo de espera de Holanda nunca se materializó porque Inglaterra y los neerlandeses declaró la guerra a la Francia revolucionaria. El siguiente Guerras Napoleónicas ruinas el mercado de tierras americanas y la empresa de Morris alto grado de apalancamiento se derrumbó. Los mercados financieros de Inglaterra, Estados Unidos, el Caribe y también el sufrimiento de la deflación asociada con la angustia de 1797. Así Morris era "pobres de la tierra" (que poseía más tierra que cualquier otro de América en ese momento, pero no tenía suficiente dinero para pagar a sus acreedores.
Aunque trató de evitar a sus acreedores al permanecer en "The Hills, su casa de campo en el río Schuylkill en Filadelfia, sus acreedores, literalmente, lo persiguió hasta su puerta. Después fue demandado por una expareja, un fraude que en ese momento cumplía una condena de prisión deudor sí mismo, fue detenido y la cárcel deudor de encarcelados para la deuda de ciruela pasa prisión Street en Filadelfia de febrero de 1798-agosto 1801.
el fracaso económico de Morris redujo las fortunas de muchos otros prominentes federalistas que habían invertido en sus empresas (por ejemplo, Henry Lee). los adversarios políticos de Morris utilizó su quiebra para ganar poder político en Pensilvania. Gobernador Thomas McKean fue elegido y refinado el arte de clientelismo político en Estados Unidos. Parte de McKean luego cogió los miembros de la universidad de Pensilvania electoral para la elección de 1800, y esto ayudó a Thomas Jefferson convertirse en presidente.
El Congreso aprobó las leyes de bancarrota, en parte, para obtener Morris fuera de la cárcel. [cita requerida]
Tras su liberación, y que sufren de mala salud, Morris pasó el resto de su vida en la jubilación. Fue asistido por su esposa, que lo había apoyado durante toda su desgracia. Morris murió el 9 de mayo de 1806, en Filadelfia, y fue enterrado en el panteón familiar del Obispo William White, su cuñado, en Iglesia de Cristo.

## Legado

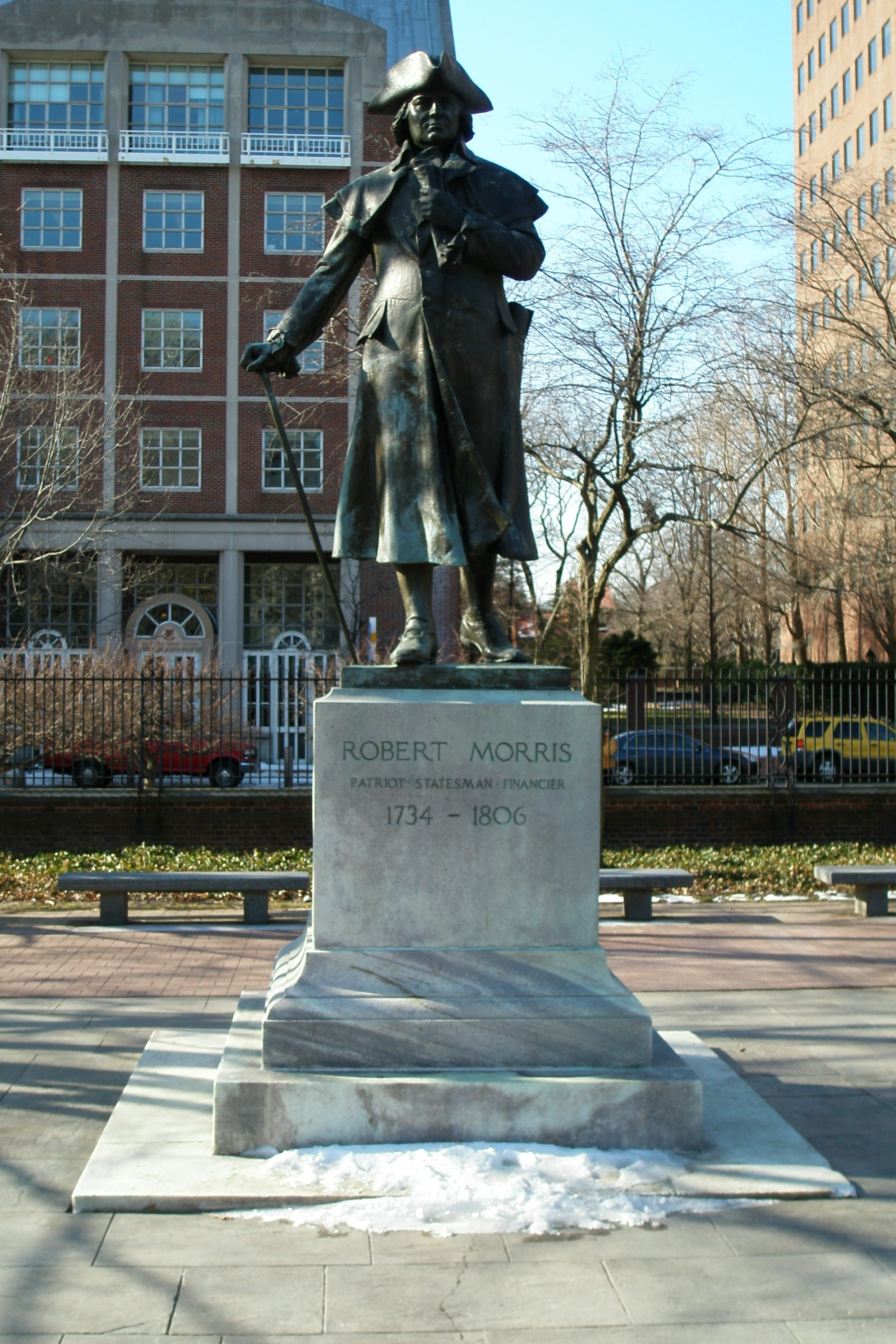
Parque histórico de la independencia nacional

retrato de Morris apareció en dólares de los EE.UU. 1000 notas desde 1862 hasta 1863 y en los  Billetes de $10 desde 1878 hasta 1880. Junto con Alexander Hamilton y Albert Gallatin, Morris es considerado uno de los fundadores principales del sistema financiero en los Estados Unidos. Morris y Roger Sherman fueron las dos únicas personas a firmar los tres documentos importantes fundación de los Estados Unidos, la Declaración de Independencia, los Artículos de la Confederación, y la  Constitución de los Estados Unidos.
El Signo de pesos ("$") era de uso común entre los comerciantes privados a mediados del siglo 18. Se refirió a las dos columnas adornadas con volutas en el Peso fuerte, Real de a 8 o Peso duro, que es anterior a los EE.UU. Dólar. Morris fue el primero en usar ese símbolo en documentos oficiales y en las comunicaciones oficiales con Oliver Pollock. El dólar de EE.UU. se basa directamente en la Peso fuerte cuando, en el Ley de Acuñación de 1792, la primera Casa de Moneda de la Ley, su valor era "fija" (por la Constitución de los EE.UU., Artículo I, Sección 8, inciso 1 poder del Congreso de Estados Unidos "Para acuñar monedas y determinar su valor, así de la moneda extranjera y fijar la Norma de Pesos y Medidas") como "de la valor de un dólar blanqueado español como el mismo está en curso, y que contienen trescientos setenta y uno-granos y cuatro piezas de diez y seis de un grano de puro, o cuatrocientos dieciséis granos de plata estándar ".

## Epónimos
- Robert Morris University, Pensilvania
- Robert Morris University (Illinois)
- Robert Morris Elementary School, Batavia, New York.
- Robert Morris Elementary School #27, Scranton, Pensilvania
- Robert Morris Elementary, Philadelphia, Pensilvania

La casa de Robert Morris en Filadelfia, donde vivió durante gran parte de su carrera como Superintendente, donde vivió mientras él (de agente de la Marina) corrió la Armada Continental (1781-1784), y donde vivió mientras fue miembro de la Constitucional Convenio (1789), fue utilizada posteriormente como el  Mansión Ejecutiva por los presidentes George Washington y John Adams. Morris alquiló la casa a la ciudad de Filadelfia para ser utilizado como la casa presidencial, mientras Filadelfia fue la capital de EE.UU. 1790-1800 temporales durante la construcción de Washington, DC La Casa de la  Presidente House ya no existe, pero el sitio está en proceso de convertirse en un monumento a las dos primeras Presidente  Presidentes, a sus familias, y los africanos esclavizados que trabajaban nueve en la casa presidencial de Washington. Esto hace que Robert Morris único, en el que él es la única persona que firmó la Declaración de la Independencia, o en los artículos de la Confederación, o US.Constitution (y que firmó los tres), cuya casa está en un Parque nacional, y el Nacional Servicio de Parques ha optado por no interpretar su vida o su carrera en el lugar de su propia casa.